# Kees Brusse
Pour les articles homonymes, voir Brusse.
Kees Brusse est un acteur néerlandais né le 26 février 1925 à Rotterdam et décédé le 9 décembre 2013  à Laren.

## Biographie
Il a notamment été marié à plusieurs reprises à : Joan st. Clair, Sonja Boerrigter, Marlou Peters, Mieke Verstraete et Pam Ingenegeren. En 1954, il fut marié avec l'actrice Mieke Verstraete, de cette union naît leur fille, Annegien Brusse. Il est le frère de l'écrivain Jan Brusse, du réalisateur Ytzen Brusse, de l'écrivain Peter Brusse et du peintre Mark Brusse.

## Filmographie

### Acteur

#### Cinéma
- 1936 : Merijntje Gijzen's Jeugd : Arjaan Gijzen
- 1950 : De dijk is dicht : Bert Verbloeme
- 1955 : Ciske - Ein Kind braucht Liebe : Lehrer Bruis
- 1955 : François le Rat : Leraar Bruis
- 1957 : Kleren maken de man : Verzekeringsagent Hans
- 1958 : Jenny : Dr. Henk Ebeling
- 1960 : De zaak M.P. : Sus
- 1962 : De overval : Inspector Bakker
- 1962 : Kermis in de Regen : Bertje de Gast
- 1971 : Les Affamées : Bernard
- 1972 : Jonny en Jessy : Adjudant Ecklund
- 1972 : VD : Cor van Doorn
- 1974 : Dakota : Dick de Boer
- 1975 : Dokter Pulder zaait papavers : Dr. Pulder
- 1975 : Rooie Sien : Ko Breman
- 1978 : Mysteries : Dr. Stenersen
- 1979 : Een pak slaag : Hein Slotter
- 1983 : Vroeger kon je lachen : Man op bankje

#### Courts-métrages
- 1959 : Volg die vrouw
- 1976 : Verlies

#### Télévision
Séries télévisées
- 1957-1959 : Pension Hommeles : Gijs van Dam
- 1963 : Wie van de drie? : Panellid
- 1964-1965 : Maigret : Maigret
- 1969-1970 : 't Schaep Met De 5 Pooten : Nico Lefèvre
- 1971 : Pip + Zip : Verteller (Voix)
- 1972 : Tatort : Kornmann
- 1975 : Amsterdam 700 : Hendrik Persijn
- 1975 : De verlossing : de Graaf
- 1976 : Pleisterkade 17 : Willem van Dijk
- 1977 : Tussen wal en schip : Ben Seinen
- 1978-1980 : Dagboek van een herdershond : Zijn Engelbewaarder
- 1981-1985 : Mensen zoals jij en ik : Koen / Piet / Job de Kruiff / ...
- 1982 : Dubbelpion : Jack Thijsse
- 1989 : De wandelaar : Paul Veldman
- 1991 : Medisch Centrum West : Willem Tol
- 1992 : Suite 215 : Victor Verberne
- 2004 : De erfenis : Andreas Heydecoper

Téléfilms
- 1958 : De gebroken kruik : Dorpsrechter Adam
- 1964 : Maigret: De kruideniers : Maigret
- 1966 : 001 van de Contraspionnage : kolonel P
- 1967 : Roverssymfonie
- 1970 : Op straffe des doods : Oscar Labro
- 1973 : Pas de frontières pour l'inspecteur : Discrétion absolue (de)
- 1975 : Het grote gebeuren : Voice (Voix)
- 1979 : De onweersvogel : Frans Heyvaert
- 1980 : De verjaring : Casper de Lange
- 1980 : Het is stil waar het nooit waait
- 1980 : Mijn vriend de moordenaar
- 1985 : Gauner im Paradies : van Stralen
- 1986 : De gevangene : Willem
- 1996 : Tasten in het duister : Karel ten Have
- 1999 : Man, vrouw, hondje : Max

### Réalisateur

#### Cinéma
- 1956 : De paraplu
- 1960 : Het gerucht
- 1962 : Kermis in de Regen
- 1974 : Een stukje Noord-Holland

#### Télévision
Téléfilms
- 1980 : De verjaring

### Scénariste

#### Télévision
Téléfilms
- 1970 : Op straffe des doods
- 1980 : De verjaring

### Parolier

#### Télévision
Séries télévisées
- 1958-1959 : Pension Hommeles